# 녹양초등학교
녹양초등학교는 대한민국 경기도 의정부시에 있는 공립 초등학교이다.

## 학교 연혁
- 1967.03.01 중앙국민학교 녹양분교장 인가
- 1969.03.25 녹양국민학교 개교(6학급 편성)
- 1970.02.15 제1회 졸업(33명)
- 1996.03.01 녹양초등학교로 교명 개칭
- 2009.03.01 제15대 정태연 교장 선생님 취임
- 2010.03.01 녹양초등학교 병설유치원을 공립 단설 녹양유치원으로 분원
- 2011.03.01 제16대 최승천 교장선생님 취임
- 2011.02.19 영어실 개관
- 2011.05.28 벽화 그림 완성
- 2011.09.16 급식실 리모델링 개관
- 2011.10.14 경기북부 초·중학교 육상경기대회 (남 : 종합우승, 여 : 종합3위)
- 2011.10.15 학교스포츠 클럽 도대회 우승
- 2011.10.22 yes24 제8회 전국어린이 독후감대회 최우수학교선정
- 2011.12.31 학생급식 위생관리 최우수교 표창
- 2012.02.09 제43회 졸업 - 남 91명, 여 98명, 계 189명(총 6151명)
- 2012.03.01 2013 혁신교육지구사업 혁신교육벨트화 운영
- 2012.03.01 창의·인성 모델학교 선정(1/3년차)
- 2012.06.09 제2회 스포츠클럽 초등학교 축구대회 준우승
- 2012.06.15 제9회 의정부학생예능경연대회 합창부문 은상
- 2012.09.11 제4회 119소방 동요대회 우수상
- 2012.10.20 제6회 의정부시장기 초등학교 축구대회 우승
- 2012.10.26 경기북부 초·중학교 육상경기대회 (남: 종합 3위, 여: 종합 우승)
- 2012.10.27 yes24 제8회 전국어린이 독후감대회 최우수학교선정
- 2012.12.07 경기도교육청지정 혁신학교 선정(2013~2016, 4년)
- 2013.05.11 제7회 의정부시장기 초등학교 축구대회 준우승
- 2013.05.23 경기도청소년 과학탐구 의정부대회 최우수학교 선정
- 2013.06.04 의정부 학생 예능발표회 합창부분 표창
- 2013.06.18 제5회 119소방 동요대회 장려상
- 2013.09.16 제12회 교육장배 육상경기대회 초등부 종합3위
- 2013.12.31 2013 초등창의지성교과특성화학교 운영 표창
- 2013.12.31 행복한 학교, 함께하는 혁신교육 표창
- 2013.12.31 2013학년도 창의지성교육과정 운영 표창
- 2013.12.31 2013 경기혁신교육 표창